# Rezervația peisagistică Cosăuți
Rezervația peisagistică Cosăuți este o arie protejată, situată lângă satul omonim din raionul Soroca, Republica Moldova (ocolul silvic Soroca, Cosăuți, parcelele 4-8). Are o suprafață de 585 ha. Obiectul este administrat de Gospodăria Silvică de Stat Soroca.

## Clasificare
Aria naturală protejată de stat a fost încadrată în etajul deluros de stejărete (FD1) cu următoarele tipuri de stațiune:
- deluros de cvercete cu stejărete, pe platouri și versanți calcaroși, cu soluri litice, litice-rendzinice, edafic mic, bonitate inferioară;
- deluros de cvercete cu stejărete de stejar pedunculat de platouri, versanți cu pante și expoziții diferite, cu soluri cenușii și cernoziomuri argiloiluviale.

Au fost identificate și definite următoarele tipuri de pădure:
- stejăret de productivitate inferioară;
- stejareto-goruneto-șleau de productivitate superioară;
- stejareto-goruneto-șleau de productivitate mijlocie;
- stejăret de coastă și platouri din regiunea de dealuri de productivitate mijlocie;
- stejareto-șleau cu tei pucios, productivitate mijlocie;
- zăvoi de plop alb de productivitate superioară.

Dintre tipurile de sol s-au identificat următoarele: 
- cernoziom litic-rendzinic;
- cernoziom argiloiluvial;
- sol cenușiu deschis;
- sol cenușiu închis;
- erodisol tipic.

## Galerie de imagini

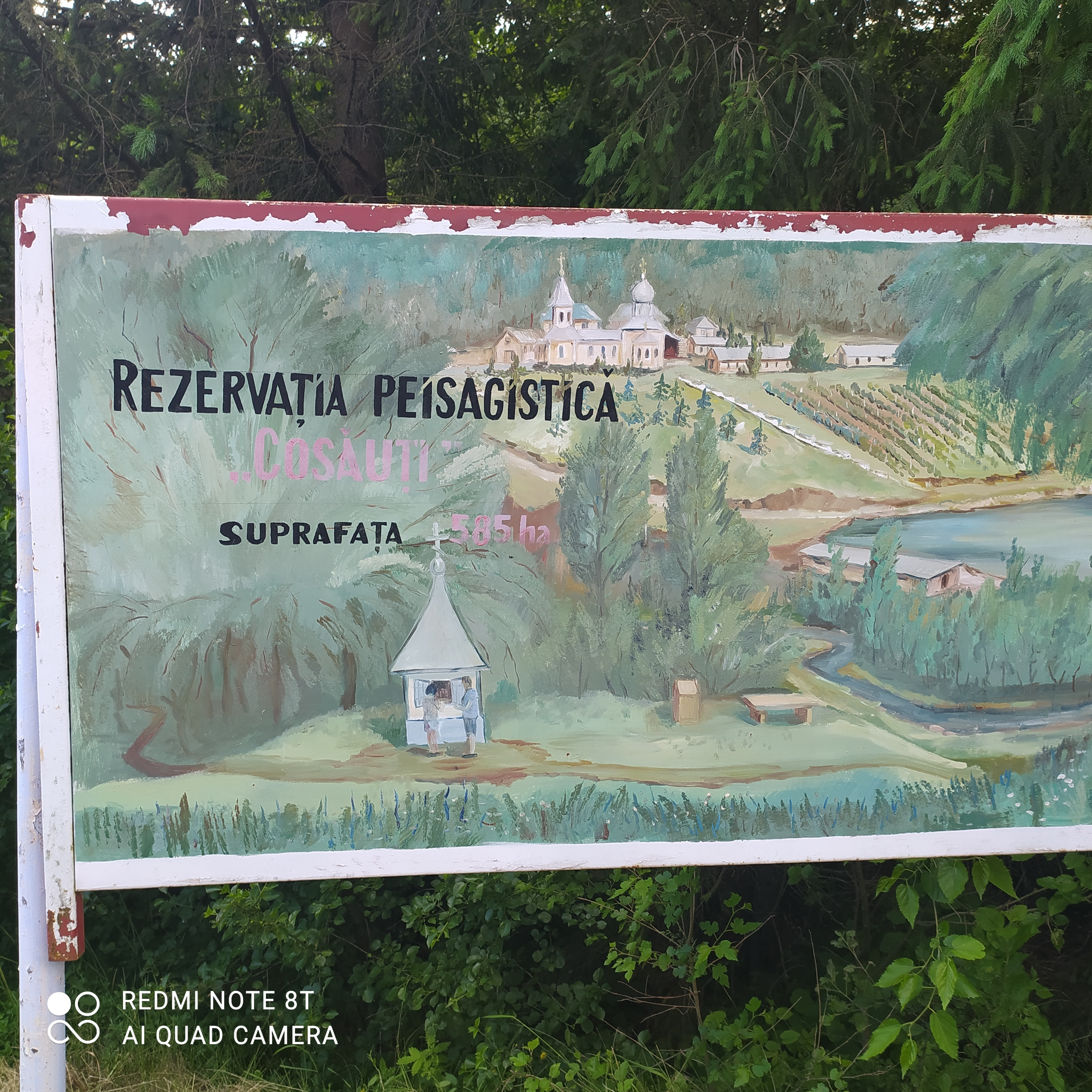
Panou informativ
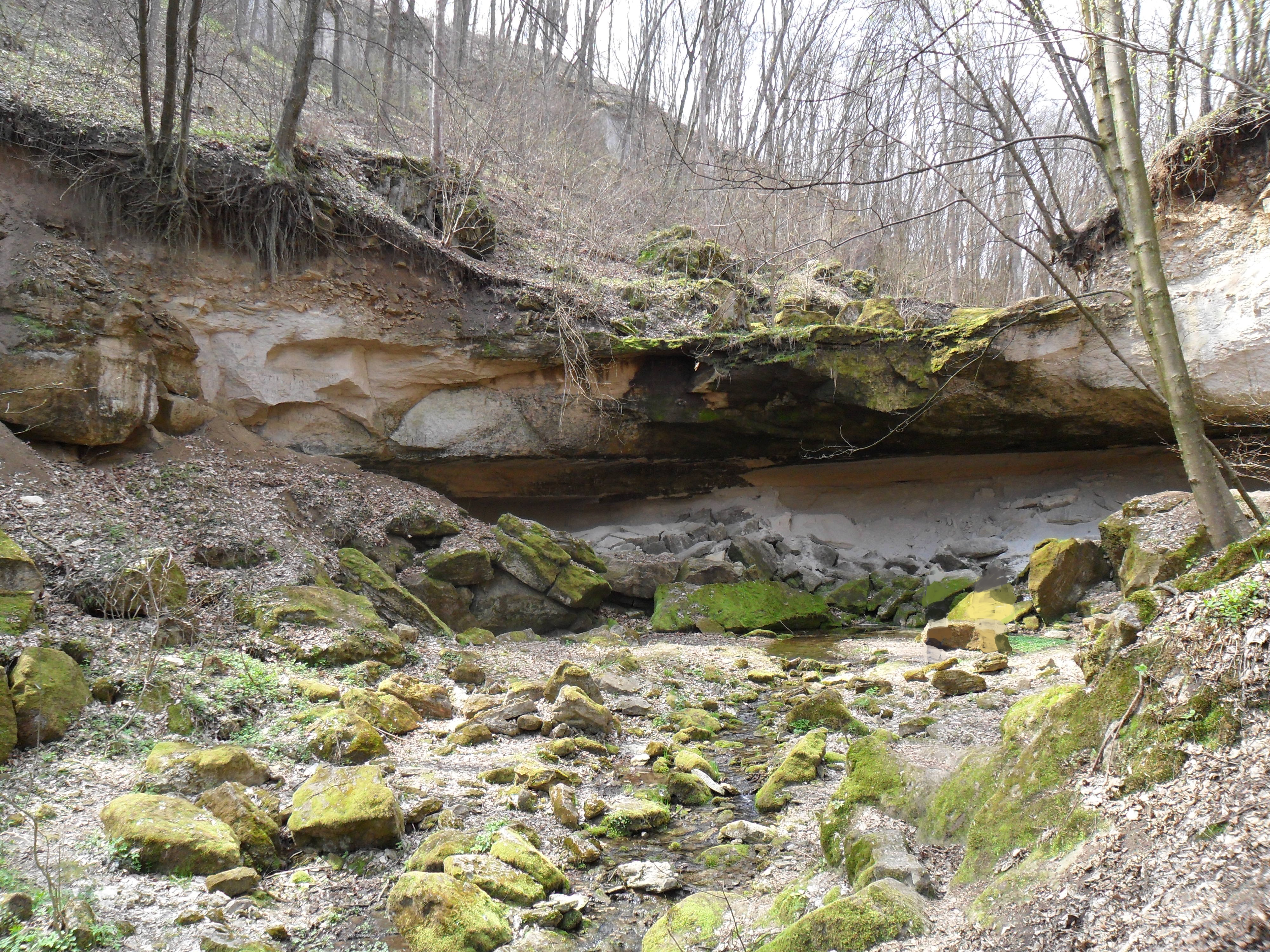
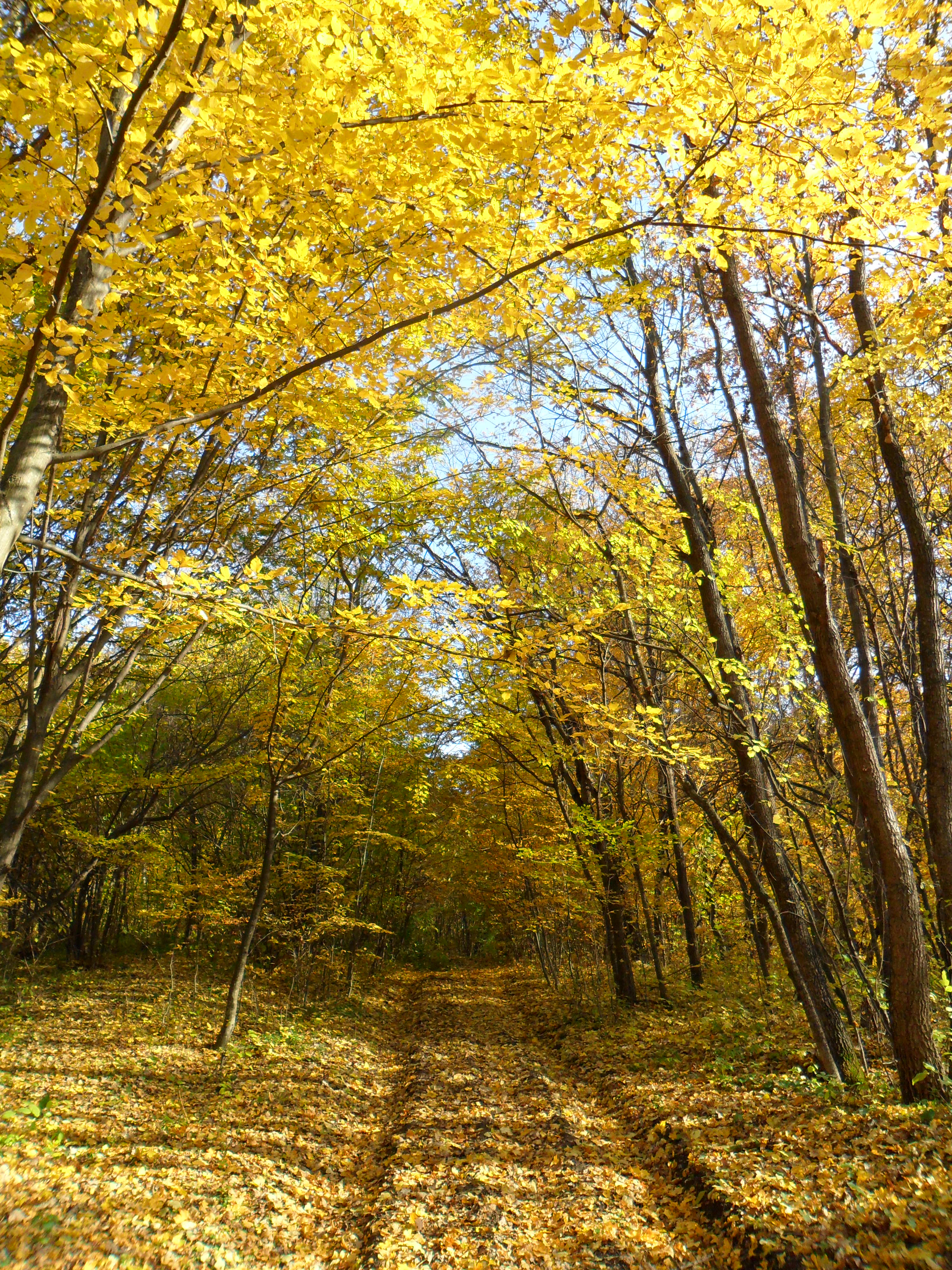